# Пуерториканське песо
Пуерториканське песо (ісп. Peso provincial de Puerto Rico) — валюта, випущена за правління іспанського короля Альфонсо XIII для острова Пуерто-Рико в 1895-1896. Це була єдина валюта, колись випущена виключно для використання в Пуерто-Рико.
У 1895 в обігу знаходилися різні валюти з різних країн, багато з них були з Мексики.
Іспанський уряд (королівським указом) замінив усі ці валюти, які мали обіг на острові, щоб створити одну валюту для виняткового використання в Пуерто-Рико. Ці гроші викарбувано на Королівському монетному дворі.

## Номінали та вартість
Були випущені купюри номіналом 1 песо, 40 центів, 20 центів, 10 центів та 5 центів. На аверсі перших чотирьох зображений повернений ліворуч погруддя короля Альфонсо XIII. На аверсі 5 сентаво, з іншого боку, зображений номер номіналу (5 сентаво) та у верхній частині текст Isla de Puerto Rico (Острів Пуерто-Рико).
| Номінал    | Рік  | Кількість |
| ---------- | ---- | --------- |
| 1 Песо     | 1895 | 8.500.000 |
| 5 сентаво  | 1896 | 600.000   |
| 10 сентаво | 1896 | 700.000   |
| 20 сентаво | 1895 | 3.350.000 |
| 40 сентаво | 1896 | 725.000   |

## Девальвація та вилучення
Після зміни суверенітету Пуерто-Рико в 1898 пуерториканське песо знецінене на 60%, втративши 40% своєї вартості по відношенню до долара США, який обігав на острові. Пуерториканське песо вилучено з обігу у 1901.